# Higashiosaka
Higashiosaka (Japans: 東大阪市, Higashiōsaka-shi) is een stad in de Japanse  prefectuur  Osaka. In 2020 telde de stad 493.940 inwoners. Higashiosaka maakt deel uit van de metropool Groot-Osaka.

## Geschiedenis
De stad werd op 1 februari 1967 gesticht, door het samenvoegen van de steden Fuse (布施市), Hiraoka (枚岡市) en Kawachi (河内市). Op 1 april 2005 verkreeg Higashiosaka het statuut van kernstad. Higashiosaka was met het Hanazono Rugby Stadium speelstad bij het WK rugby 2019.

## Partnersteden
- Mitte, Duitsland sinds 1959

Steden:
Daito · Fujiidera · Habikino · Hannan · Higashiosaka · Hirakata · Ibaraki · Ikeda · Izumi · Izumiotsu · Izumisano · Kadoma · Kaizuka · Kashiwara · Katano · Kawachinagano · Kishiwada · Matsubara · Minoh · Moriguchi · Neyagawa · Osaka (hoofdstad) · Osakasayama · Sakai · Sennan · Settsu · Shijonawate · Suita · Takaishi · Takatsuki · Tondabayashi · Toyonaka · Yao

Districten:
Minamikawachi · Mishima · Senboku · Sennan · Toyono
Gemeenten per district
Akita · Amagasaki · Aomori · Asahikawa · Fukuyama · Funabashi · Gifu · Hakodate · Higashiosaka · Himeji · Iwaki · Kagoshima · Kanazawa · Kashiwa · Kawagoe · Kōchi · Koriyama · Kurashiki · Kurume · Maebashi · Matsuyama · Miyazaki · Morioka · Nagano · Nagasaki · Nara · Nishinomiya · Ōita · Okazaki · Otsu · Sagamihara · Shimonoseki · Takamatsu · Takasaki · Takatsuki · Toyama · Toyohashi · Toyonaka · Toyota · Utsunomiya · Wakayama · Yokosuka